# HBO (Asia)
HBO Asia es una franquicia de HBO para el continente asiático. HBO Asia es ahora una empresa formada por los grandes gigantes de los medios de comunicación: Paramount Global (25%) y  Warner Bros. Discovery (75%).  Sony Pictures Entertainment y Universal Studios formaron esta empresa conjunta hace 15 años, HBO Asia fue galardonada el 16 de enero de 2008[cita requerida].

## Historia
Disponible desde 1992, HBO Asia tiene sede en Singapur y en Yakarta, es una plataforma digital de series y películas de suscripción mensual , disponible las 24 horas del día y sin anuncios. Su catálogo también incluye algunas películas y series originales nominadas y ganadoras de Emmys y Globos de Oro de los canales estadounidenses de HBO.
HBO Asia tiene cinco canales bajo su mando multicanal (HBO, HBO Signature, HBO HiTS, HBO Family y Max). El catálogo a la carta de HBO bajo suscripción fue lanzado por primera vez en Asia en Hong Kong, más tarde en Singapur, un año después concretamente. Hace poco HBO, lanzó su primer canal HD regional, HBO HD, en Singapur, Hong Kong, Filipinas, Tailandia y Malasia. HBO está disponible en veintidós países de toda Asia y tiene subtítulos en varios idiomas locales.

## Programación
HBO Asia tiene acuerdos de licencia con dos grandes conglomerados de Hollywood y sus estudios cinematográficos: Time Warner (Warner Bros. Pictures; New Line Cinema, HBO Films, Castle Rock Entertainment; Warner Independent Pictures, Franchise Pictures) y Viacom (Paramount Pictures, DreamWorks; Paramount Vantage).
También cuenta con la licencia de películas de Columbia Pictures y muchos distribuidores independientes como: Village Roadshow Pictures, Morgan Creek, Screen Gems y Universal Studios.
El estreno de una película, generalmente, es en el domingo por la noche, a las 9 p. m.. Después del estreno esta película se emitirá muchas veces en los siguientes siete días.
HBO Central es una plataforma mensual que informa sobre películas y series que se irán lanzando en el siguiente mes, incluyendo, extras, tráiler y "detrás de las cámaras". Las nuevas temporadas de las series originales de HBO se emiten los lunes por la noche a las 23:00.

## Censura
China:
Debido a las restricciones de productos occidentales y la guerra comercial entre China y Estados Unidos, HBO También fue bloqueado y restringido, y actualmente el reemplazo es Tencent Video e IQiyi.
Singapur:
Debido a que la sede de HBO Asia está en Singapur y en Yakarta, HBO Asia tiene que seguir la ley de Singapur, lo que significa que deben hacerse recortes a programas como “Sex and the City” y “Los Soprano”.
Filipinas
La serie producida por HBO, “Entourage”, fue lanza  durante tres semanas por un operador de cable en Filipinas pendiente de autorización por parte de MTRCB. La serie continuó sin la interrupción de los otros operadores de Filipinas.
Vietnam
Si el Ministerio de Cultura e Información considera que una película tiene contenidos de carácter sexual grave o horrible que no se ajusta a la sociedad vietnamita, no será transmitida. Contenidos que distorsionen la Guerra de Vietnam, el Partido Comunista de Vietnam o el Comunismo, esta será remplazada por una pantalla en negro.

## HBO en el sur de Asia
India
El canal nombrado como HBO Asia del Sur a menudo se refiere como HBO India debido a que abastece al mercado indio. El canal está disponible para los espectadores en Bangladés y las Maldivas. HBO South Asia se hizo cargo de los derechos de las películas de Dreamworks Productions y STAR Movies en junio de 2008.
Pakistán
En Pakistán, HBO está disponible como HBO Pakistán. La llaman la versión +0.30 de HBO South Asia, ya que todos los programas emitidos en este sitio se emiten con un retraso de 30 minutos.
Nepal
En Nepal, es el buque asiático de los canales de HBO, incluyen HBO, HBO HD, Cinemax, Cinemax HD, HBO Signature, HBO Family y HBO Hits. HBO Nepal está disponible en todas las principales redes como dth, operadores de cable digital, vía Internet e IPTVs en Nepal.